# Storm Chaser
Storm Chaser è un EP del gruppo musicale britannico Erasure, pubblicato nel 2007.

## Tracce
CD
1. Storm in a Teacup (Single Version) – 3:27
2. Sucker for Love (Extended Mix) – 6:37
3. Golden Heart (GRN's 'Golden Glow' Radio Edit) – 3:45
4. Early Bird (with Cyndi Lauper) – 3:11
5. Storm in a Teacup (Koishii & Hush Club Mix) – 7:31
6. Sucker for Love (DJ Manolo Remix) – 9:19
7. Storm in a Teacup (Extended Mix) – 5:56
8. When a Lover Leaves You (Oscar Salguero Remix) – 3:49
9. Glass Angel (The Equalateral Mix) – 7:50

7" vinile
1. Storm in a Teacup (Single Version) – 3:27
2. Sucker for Love (Edit) – 3:30

Download digitale
1. Storm in a Teacup (Single Version)
2. Sucker for Love (Extended Mix)
3. Golden Heart (GRN's 'Golden Glow' Radio Edit)
4. Early Bird (with Cyndi Lauper)
5. Storm in a Teacup (Koishii & Hush Club Mix)
6. Sucker for Love (DJ Manolo Remix)
7. Storm in a Teacup (Extended Mix)
8. When a Lover Leaves You (Oscar Salguero Remix)
9. Glass Angel (The Equalateral Mix)
10. Golden Heart (GRN's Golden Glow Remix)
11. When a Lover Leaves You (GRN Remix)